# 10.000 B.C.
10.000 B.C. (dt. 10.000 [Jahre] vor Christus) ist ein US-amerikanischer Spielfilm des Regisseurs Roland Emmerich. In dem prähistorischen Abenteuerfilm mit Elementen des Actionfilms und des Märchens befreit die Hauptfigur D’leh Mitglieder seines primitiven Stammes, darunter auch seine Jugendliebe, aus den Händen fortschrittlicher, „dämonischer“ Sklaventreiber. Mit einem Einspielergebnis von 269,8 Mio. US-Dollar steht er auf Platz 20 der erfolgreichsten Filme im Jahr 2008.

## Handlung
In der Mittelsteinzeit lebt der entlegene, eher rückständige Bergstamm der Yagahl von der Jagd auf gewaltige Mammuts, die im Film „Mannak“ genannt werden. Ständige Umweltveränderungen führen zu Verschiebungen im periodischen Eintreffen der Tiere und bedrohen so zunehmend die Existenzgrundlage des Stammes. In dieser Phase stößt ein mysteriöses, verwaistes Mädchen mit markanten blauen Augen zur Dorfgemeinschaft: Evolet, die einzige Überlebende einer anderen Sippe. Das Eintreffen veranlasst die Schamanin „Alte Mutter“ zu einer zunächst düsteren Prophezeiung mit einem guten Ausgang. Sie sieht ein baldiges Ende des Jägerdaseins ihres Stammes voraus, welches mit „vierbeinigen Dämonen“ während der „letzten Jagd“ eingeleitet wird. Ferner glaubt sie an einen mächtigen Krieger, der mit Evolet als Gefährtin den leidgeplagten Stamm in ein neues, zivilisiertes Leben führt. Kurze Zeit später verliebt sich der junge D’leh, Sohn eines tapferen Anführers, der einst fortzog, um alternative Ernährungsformen zu finden, in Evolet und verspricht, dass sie immer in seinem Herzen sein wird.
Jahre später bewährt sich der inzwischen erwachsene D’leh gegen seinen Kontrahenten Ka’Ren – es gelingt ihm, nahezu im Alleingang einen mächtigen Mannakbullen zu töten –, was ihm neben dem Anrecht auf Evolet auch den „weißen Speer“, das sichtbare Zeichen der Yagahl-Führerschaft, sichert. Da sein Triumph jedoch eher zufällig entstand, nicht auf Mut und Tapferkeit basierte, gibt der siegreiche Jäger, seinem Gewissen folgend, die unrechtmäßige Führerwürde an Tic’Tic, seinen väterlichen Mentor, zurück.
Am Tag nach der prophezeiten letzten Jagd wird die eingeschneite Siedlung von berittenen, geheimnisvollen Kriegern einer prähistorischen Hochkultur überfallen. Ohne auf nennenswerte Gegenwehr zu stoßen, metzeln diese einige Dorfbewohner nieder und verschleppen Evolet und weitere Stammesmitglieder. D’leh entgeht diesem Schicksal, da er sich zum Zeitpunkt des Angriffs nicht im Dorf aufhält. Mit einer kleinen Gruppe Überlebender, seinem Ziehvater Tic’Tic, seinem Nebenbuhler Ka’Ren und dem jungen Baku, nimmt er die Verfolgung auf – er will Evolet um jeden Preis retten. Der Anführer der Sklavenjäger begehrt Evolet, bestraft sie jedoch mit Peitschenhieben, als sie auf Rettung hoffend eine Spur aus Schmuck legt.
Während ihrer kräftezehrenden Reise durchquert die vierköpfige Gruppe fernab der Heimat verschiedene Klimazonen mit ungeahnten Gefahren, die über ihren bisherigen Erfahrungshorizont hinausreichen. In einer tropischen Sumpflandschaft stellen die unvorbereiteten Verfolger die brutalen Entführer, doch ein erster Befreiungsversuch scheitert kläglich, als sie urplötzlich von Terrorvögeln attackiert werden. Baku und Ka’Ren werden dabei von den alarmierten Reitern gefangen genommen und versklavt. Tic’Tic und D’leh folgen fortan als Duo den Spuren ihrer verschleppten Angehörigen und begegnen dabei fremdartigen Kulturen, die ebenfalls von den Sklavenjägern heimgesucht wurden. Dank einem zuvor von ihm geretteten Säbelzahntiger (im Film „Speerzahn“ genannt), der D’leh wiedererkennt und daher nicht angreift, schließen sich D’leh kampferprobte Krieger an, die in ihm die ihnen prophezeite Erlöserfigur sehen. Zwischenzeitlich erfährt er von der Motivation seines Vaters, den Stamm zu verlassen. Bis zu diesem Zeitpunkt hatte er ihn irrtümlicherweise als einen Feigling angesehen.
Auf ihrem Fußmarsch hat D’lehs kleine Gruppe enormen Zulauf: Bald schart sich eine ganze Armee aus unterschiedlichen Ethnien um ihn, bis sie schließlich eine unbekannte und grausame Zivilisation mit einem Schreckensregime entdecken. Diese Kultur erinnert an die antiken Ägypter, die Verschiffung der neu eingefangenen Sklaven an die Schifffahrt auf dem Nil. Beherrscht wird diese Kultur von einem sagenumwobenen Wesen, dem „Allmächtigen“, einer verschleierten Gestalt, die sich fast immer im Inneren eines Palastes aufhält. In dieser menschenverachtenden Hochkultur werden die versklavten Arbeitskräfte für den Bau monumentaler Pyramiden herangezogen, unter ihnen auch die Yagahl. Evolet wird verschont, da der Anführer der Sklavenjäger sie für sich behalten möchte – doch sie lehnt seine Zuneigung ab. Als entdeckt wird, dass er ungenehmigt eine Sklavin für sich reserviert hat, wird er verhaftet. Gleichzeitig werden Evolets Narben auf der Hand, die durch die damaligen Peitschenhiebe entstanden sind und die Form des „Himmelsjägers“ haben, von den verängstigten Priestern als göttliches Vorzeichen gedeutet – für die baldige Ankunft des einzig zu fürchtenden Mannes, dem es gelingen könnte, dem „Allmächtigen“ entgegenzutreten.
Währenddessen sind die Krieger bereits zur Stadt vorgedrungen. Tic’Tic sondert sich von den Kriegern ab und kann so einen dreiköpfigen Erkundungstrupp davon abhalten, das Lager zu verraten. Er stirbt aber beim Kampf gegen die drei und übergibt den weißen Speer an D’leh, der ihn zuerst zögernd ablehnt, sich dann jedoch anders besinnt. Gemeinsam mit den anderen Kriegern mischt er sich unter die Sklaven. Einige Waffen werden im Sand versteckt. Aufgewiegelt durch ihre jeweiligen Stammesmitglieder, beginnen sie einen bewaffneten Aufstand. D’leh gelingt es zudem, die als Arbeitstiere gehaltenen und ihrer Stoßzähne beraubten Mannaks in Panik zu versetzen, die daraufhin eine große Rampe hinunter flüchten und die hocheilenden Soldaten der Hochkultur niedertrampeln. Nun drohen die Priester, Evolet von Pferden zerreißen zu lassen. Sie bieten D’leh an, Evolet und seine Stammesmitglieder freizulassen, wenn die Kämpfer im Gegenzug abziehen. Zuerst willigt D’leh ein, doch als verkündet wird, dass die anderen Stämme als Sklaven bleiben müssen, ändert er seine Meinung: Er nimmt seinen Speer, schleudert ihn die Treppe der Pyramide hinauf und durchbohrt den dort stehenden „Allmächtigen“. Dessen Leiche fällt die Pyramide hinab und offenbart unter den Kleidern einen bleichen menschlichen Körper. Somit ist der Glaube, dass es sich um einen Gott handle, gebrochen, und auch die letzten Zweifler kämpfen nun gegen ihre Versklavung.
Der Anführer der Sklavenjäger packt Evolet und flüchtet mit ihr auf einem Pferd. Sie greift jedoch einen Pfeil aus seinem Köcher und stößt ihm diesen in den Bauch. Beide fallen vom Pferd. D’leh eilt zu seiner geliebten Evolet, um sie in die Arme zu schließen. Doch der sterbende Sklavenjäger kann noch einen Pfeil auf Evolet schießen, um D’leh zu zeigen, dass Evolet nur ihm zusteht. D’leh tötet ihn daraufhin voller Zorn. Evolet stirbt in seinen Armen. Die „Alte Mutter“, die die Geschehnisse durch ihre geistigen Fähigkeiten über die Distanz verfolgt hat, überträgt ihre letzte Lebenskraft an Evolet und stirbt, dafür ist Evolet wieder am Leben. D’leh, Evolet und die übrigen Yagahl verabschieden sich von ihren neugewonnenen Freunden, dem Volk der Naku, und kehren zu ihrem Dorf zurück. Der Film endet mit der Betrachtung einer hoffnungsvollen und zukunftsorientierten Aussaat in der vertrauten Bergregion. Ein Neuanfang ist durch die Kultivierung von Nutzpflanzen gegeben, die D’leh vom Häuptling der Naku zum Abschied überreicht worden sind.

## Hintergrund
10.000 B.C. wurde unter anderem in Neuseeland, Südafrika und Namibia gedreht. Das Drehbuch zum Film schrieb Roland Emmerich mit Harald Kloser, basierend auf einer Idee um eine urzeitliche Helden-Geschichte, die ihm laut eigener Aussage bereits zehn Jahre zuvor gekommen war. Die Entwicklung eines Szenariums musste zunächst warten, da Emmerich zwischenzeitlich The Day After Tomorrow realisierte.
Ursprünglich war geplant, den Film am 27. Juli 2007 in den USA anlaufen zu lassen. Wegen des plötzlichen Absprungs von Paramount Pictures bei der Finanzierung verzögerte sich die Produktion, ebenso wie durch den Wechsel zu Warner Bros., welche Emmerich weniger Kapital zur Verfügung stellten. Schließlich wurde der Kinostart für die USA auf den 7. März 2008 verschoben. In Deutschland lief der Film bereits einen Tag früher an. Die Weltpremiere fand am 26. Februar 2008 in Berlin statt.
Im Film sind zahlreiche Wortspiele eingebaut. So haben sich Kloser und Emmerich bei der Namensgebung ihres Helden D’leh ihrer deutschsprachigen Wurzeln besonnen, denn D’leh ist nicht mehr als das Wort „Held“ rückwärts gelesen. Der Name von D’lehs Geliebter, „Evolet“, kann zudem als annäherndes Anagramm zu „The Love“ angesehen werden. Wie bereits bei Stargate wurde Emmerich durch das Alte Ägypten und die Pyramiden von Gizeh inspiriert, die er bereits in jungen Jahren besucht hatte. Da historische Quellen aus dieser Zeit weitestgehend fehlen, nahm Emmerich sich die Freiheit, „Dinge zu erfinden“ und kreativ zu sein. So wird im Film erklärt, dass der „Allmächtige“ und seine Gefolgsleute von einem im Meer versunkenen Reich gekommen seien, das an die sagenumwobene Insel Atlantis erinnert. Bekräftigt wird dieses Gerücht durch den kurzen Blick Evolets, als sie auf einem Altar eine recht moderne Weltkarte sieht, wo deutlich die Insel Atlantis neben Afrika zu erkennen ist.
Eine weitere Inspiration war das Buch Fingerprints of the Gods von Graham Hancock, in dem sich dieser mit der Entstehung der Pyramiden befasst. Eine Dokumentation des Discovery Channel, die Mammuts behandelte, beeinflusste ihn ebenso, da mittlerweile die nötige Tricktechnik verfügbar war, um diese Tiere realistisch darzustellen. Zu guter Letzt halfen ihm auch seine Begeisterung für den Film Am Anfang war das Feuer und für Robert E. Howards Werk Conan der Cimmerier, das die Romanvorlage für Filme wie Conan der Barbar, Conan der Zerstörer und Conan 3D geliefert hatte und im fiktiven Hyborischen Zeitalter spielt. Diese werden in der Regel um die Zeit von 10.000 v. Chr. angesiedelt.
Im selben Jahr entstand mit 100 Million BC ein sogenannter Mockbuster, der von The Asylum produziert wurde.
Die Produktionskosten wurden auf 105 Millionen US-Dollar geschätzt.

## Rezeption
„Prähistorisches Abenteuer mit prachtvollen Landschaftsaufnahmen, aber allzu unentschlossen zwischen handfestem Kinoabenteuer und märchenhaftem Fantasy-Film schwankend. Trotz überwältigender Effekte wird der Film dem epischen Anspruch nicht gerecht.“

„Tiefe oder gar Authentizität sucht man in diesem bildgewaltigen Werk vergebens. Hier geht es lediglich darum, den Helden eine mutige Tat nach der anderen bestehen zu lassen. Das ist auf Dauer eher langweilig. Fazit: reines Popkorn-Kino ohne Anspruch.“

Trotzdem wurde der Film beim Publikum zu einem Erfolg für Roland Emmerich, dominierte die US-Kinocharts am Startwochenende und spielte weltweit rund 270 Mio. US-Dollar ein. Auch in Deutschland und Österreich erreichte der Film, der mit 729 Filmkopien gestartet war, mit 278.701 Besuchern am ersten Wochenende den Spitzenplatz der Kinocharts. In Österreich sahen am ersten Wochenende 36.554 Kinobesucher den Film. Insgesamt sahen 876.223 Besucher den Film in Deutschland.
Die Bewertungen dagegen sind eher durchwachsen. In der Internet Movie Database hat der Film eine Wertung von 5,1/10 Sternen bei rund 135.000 Bewertungen (Stand: Januar 2024). Bei Rotten Tomatoes erhielt der Film nur eine Wertung von 10 % bei 147 Bewertungen mit einer durchschnittlichen Wertung von 3,4/10. Bei den Zuschauern kommt er der Film auf 37 % Zuspruch.

## Synchronisation
- Armin Mueller-Stahl: Erzähler
- Alexander Doering: D’leh
- Thomas-Nero Wolff: Tic’Tic

## Trivia
- Im Holozän-Kalender von Cesare Emiliani entspricht das Jahr 10.000 B.C. dem Jahr 1.